# Syntus Gelderland
Syntus Gelderland was een merk voor het openbaar vervoer in de concessie Veluwe. Vervoersbedrijf Keolis exploiteerde onder de naam Syntus tussen 12 december 2010 en 12 december 2020 het openbaar vervoer in de concessie. Dit gebied lag tussen Apeldoorn, Arnhem, Ede, Harderwijk en Zwolle.
Het omvatte de stadsdiensten van Apeldoorn, Harderwijk en Ede, het streekvervoer in de Veluwe, de busdiensten Valleilijn, Veluwelijn en de Veluwe Tour.

## Huisstijl
Het gehele wagenpark in de concessie Veluwe had een uniforme uitstraling gekregen die was ontworpen door Syntus. De bussen van de stadsdienst Apeldoorn waren twee tinten groen en de bussen voor de overige diensten hadden twee tinten blauw. Achteraan op de zijkant van de bus stond een reiziger afgebeeld.
De huisstijl van de Valleilijn en Veluwelijn was ontworpen door de provincie Gelderland, maar zag er anders uit dan de normale blauwe bussen. Op de zijkant van de bussen liepen golvende blauwe lijnen over de hele bus. Er zatten op de bussen zowel stickers voor de Valleilijn als de Veluwelijn.

## Veluwelijn en Valleilijn
Speciaal voor de Veluwelijn en Valleilijn zijn 33 gelede bussen die op aardgas rijden geleverd. 22 bussen zijn in 2010 in Gelderland gekomen en zijn met de ingang van de concessie in dienst gekomen. Het gaat hierbij om nieuw aangekochte Mercedes-Benz Citaro-bussen. Voor de Valleilijn maakte Syntus eerst gebruik van de bestaande bussen, zeven gelede MAN Lion's City bussen die op aardgas reden, en van Veolia Transport afkomstig waren. Deze bussen zijn in 2006 in dienst gekomen en bleven in dienst tot december 2016. In juni 2011 werden deze bussen geruild met zeven gelede Mercedes-Benz Citaro-bussen die eerst dienstdeden op de Veluwelijn en werden de ex-Valleilijnbussen ingezet op de Veluwelijn. Daarnaast werden er zes ex-Arriva MAN Lion's City aangeschaft, waarvan vier de kleuren kregen van de Vallei-/Veluwelijn en de andere dezelfde kleuren kregen als de streekbussen. Sinds 25 maart 2012 werden de bussen afwisselend ingezet op de Veluwelijn en Valleilijn.

## Veluwe Tour
In samenwerking met de provincie Gelderland had Syntus een speciale toeristische buslijn ontwikkeld. Deze lijn heette de Veluwe Tour en reed langs verschillende toeristische attracties in de Veluwe. De lijn droeg het nummer 400 en reed elk uur tussen Arnhem en Zwolle via Apeldoorn. Een rit duurde in totaal 2 uur en 50 minuten. De lijn is in december 2015 opgeheven.

## Materieel

### Materieel aan het einde van de concessie
In totaal waren er 152 bussen in dienst waarvan 46 bussen op CNG. Uit andere gebieden kwamen zeven bussen (ex 6609-6615) van Veolia Transport, zes bussen (ex 255-260) van Arriva en 31 bussen (ex 2387, 2388, 1484-1486, 1501-1526) vanuit de Achterhoek. Naast de vaste bussen reden er ook waterstofbussen (nummers 5500 en 5501) rond. In opdracht van Syntus Gelderland reden enkele lokale touringcarbedrijven rond op scholierenlijnen, met onder andere een aantal Mercedes-Benz Sprinterbussen voor buurtbus- en minder drukke lijnen. De waterstofbussen reden op proef rond.
| Series                      | Type                       | Aantal | Bouwjaar | Herkomst                                | Kleur                     | Inzet                                | Opmerkingen | Afbeelding |
| --------------------------- | -------------------------- | ------ | -------- | --------------------------------------- | ------------------------- | ------------------------------------ | --- | ---------- |
| 501                         | Renault Master/BUSiness    | 1      | 2010     |                                         | Streekdienstblauw         | Buurtbus                             | |            |
| 801-826                     | Mercedes-Benz Sprinter/VDL | 26     | 2015     |                                         | Streekdienstblauw         | Buurtbussen                          | |            |
| 1002-1005                   | Setra S 415 LE Business    | 4      | 2016     | ex-Syntus Utrecht                       | Utrechts rood/wit         | Stads- en streeklijnen Ede           | |            |
| 3256                        | Berkhof Ambassador 200     | 1      | 2012     | ex-Syntus Twente                        | Twents rood               | Streekdienst                         | |            |
| 4017, 4047-4048, 4050, 4052 | Berkhof Ambassador 200     | 5      | 2012     | Ex-Syntus Overijssel                    | Overijssels blauw         | Streekdienst                         | |            |
| 4136, 4138, 4140-4146       | Berkhof Ambassador 200     | 9      | 2012     | Ex-Syntus Overijssel                    | Overijssels blauw         | Streekdienst                         | 4140 is uit dienst |            |
| 5001-5024                   | Berkhof Ambassador 200     | 24     | 2010     |                                         | Stadsdienstgroen          | Stadsdienst Apeldoorn / streekdienst | 5021, 5023-5024 naar Syntus Twente als 3021, 3023-3024 |            |
| 5101-5126                   | Berkhof Ambassador 200     | 26     | 2009     | Ex-Syntus 1501-1526                     | Streekdienstblauw         | Streekdienst                         | De 5102 en 5121 reden in 2017 tijdelijk in Utrecht. Enkele exemplaren zijn naar Twente verhuisd.                                                                       |            |
| 5127-5152                   | Berkhof Ambassador 200     | 26     | 2010     |                                         | Streekdienstblauw         | Streekdienst                         | |            |
| 5153-5156                   | Berkhof Ambassador 200     | 4      | 2010     | Ex-Syntus Overijssel 4151-4154          | Streekdienstblauw         | Streekdienst                         | |            |
| 5157                        | Berkhof Ambassador 200     | 1      | 2007     | Ex-Veolia 5267                          | Streekdienstblauw         | Streekdienst                         | Heeft enige tijd voor Bak Reizen gereden |            |
| 5201-5211                   | Mercedes-Benz Citaro CNG   | 11     | 2010     |                                         | Streekdienstblauw / wit   | Streekdienst                         | 5201-5204 zijn verkocht. De rest is naar concessie IJssel-Vecht gegaan in RRReis huisstijl.                                                                            |            |
| 5245, 5247-5249             | MAN Lion's City G CNG      | 4      | 2008     | Ex-Arriva 255, 257, 258, 259            | HOV-blauw                 | Veluwelijn / Valleilijn              | |            |
| 5258-5279                   | Mercedes-Benz Citaro G CNG | 22     | 2010     |                                         | HOV-blauw                 | Veluwelijn / Valleilijn              | 5261, 5270, 5271, 5274 en 5279 zijn naar Breng gegaan als 9281-9285. 5260 en 5267 zijn plukvoertuigen. De rest is naar IJssel-Vecht gegaan in ComfortRRReis huisstijl. |            |
| 5298-5299                   | MAN Lion's City G CNG      | 2      | 2008     | Ex-Arriva 256, 260                      | Streekdienstblauw         | Streekdienst                         | 5298 was op 24 november 2011 betrokken bij een ongeluk op de A50 vlak bij Arnhem en raakte hierbij zwaar beschadigd. Deze bus was later weer hersteld.                 |            |
| 5401-5410                   | MAN Lion's City CNG        | 10     | 2009     | Ex-HTM 1121-1129 en 1131                | Streekdienstblauw         | Lijnen rond Ede                      | |            |
| 5412-5414                   | MAN Lion's City CNG        | 3      | 2009     | Ex-Veolia/Connexxion 6688, 6714 en 6748 | Streekdienstblauw         | Lijn 184                             | Reden bij Van Kooten. |            |
| 5415                        | MAN Lion's City LE         | 1      | 2009     | Ex-Connexxion 5145                      | Streekdienstblauw         | Lijn 102                             | Reed bij Van den Broek/Van Mil Tours, is na afloop van de concessie daar in dienst gebleven.                                                                           |            |
| 5500                        | Solbus Solcity             | 1      | 2015     |                                         | Blauw met groen landschap | Lijnen rond Apeldoorn                | Proefbus op waterstof van HyMove. |            |
| 5501                        | Ursus City Smile           | 1      | 2017     |                                         | Blauw met groen landschap | Lijnen rond Apeldoorn                | Proefbus op waterstof van HyMove. |            |

### Voormalig materieel
Dit materieel ging voor het einde van de concessie uit dienst.
| Series    | Type                          | Aantal | Bouwjaar | Herkomst                                                                            | Kleur                   | Dienst                                                    | Opmerkingen | Afbeelding |
| --------- | ----------------------------- | ------ | -------- | ----------------------------------------------------------------------------------- | ----------------------- | --------------------------------------------------------- | --- | ---------- |
| 58        | Renault Master/Tribus Civitas | 1      | 2010     | Ex-502                                                                              | Streekdienstblauw       | Servicebus                                                | Opnieuw vernummerd naar 502 |            |
| 502       | Renault Master/Tribus Civitas | 1      | 2010     |                                                                                     | Streekdienstblauw       | Buurtbus                                                  | Is omgenummerd naar 58 en diende als Servicebus voor de Veluwe. |            |
| 503-509   | Fiat Ducato minibus           | 13     | 2010     |                                                                                     | Streekdienstblauw       | Streekdienst/Buurtbus                                     | Werden afwisselend ingezet bij Syntus Overijssel. |            |
| 510-515   | Fiat Ducato minibus           | 6      | 2010     |                                                                                     | Streekdienstblauw       | Streekdienst/Buurtbus                                     | |            |
| 551-555   | Mercedes-Benz Sprinter        | 5      | 2007     | ex-Syntus 113-117                                                                   | Streekdienstblauw       | Buurtbussen                                               | |            |
| 556-568   | Fiat Ducato buurtbus          | 13     | 2010     |                                                                                     | Streekdienstblauw       | Buurtbussen                                               | |            |
| 569-572   | Fiat Ducato buurtbus          | 4      | 2011     |                                                                                     | Streekdienstblauw       | Buurtbussen                                               | |            |
| 2146-2148 | Berkhof Ambassador 200        | 3      | 2004     | ex-Veolia Transport 5001-5003                                                       | Streekdienstblauw       | Streekdienst                                              | Waren oorspronkelijk gekocht voor de concessie Zutphen, Hengelo, Oldenzaal. Uiteindelijk waren deze geruild met serie 5306-5308. In 2012 zijn deze bussen weer vervangen door de ex-4151-4154 die in Overijssel vrij waren gekomen.                                                                                               |            |
| 3312      | Optare Solo                   | 1      | 2010     | Ex-Keolis allGo, daarvoor Syntus Twente                                             | allGo zwart/donkerblauw | Streekdienst / stadsdiensten Harderwijk, Ede en Apeldoorn | |            |
| 3327      | VDL Citea                     | 1      | 2010     | VDL Bus & Coach / Connexxion                                                        | n.n.b.                  | Stadsdienst Apeldoorn                                     | Demobus van VDL. Reed tijdelijk als proef. |            |
| 5196-5199 | Berkhof Ambassador 200        | 4      | 2004     | ex-Veolia Transport 5036, 5048, 5029, 5017 (precies in die volgorde)                | HOV-blauw               | Veluwelijn                                                | Waren tijdelijk tot de 6 nieuwe MAN gelede aardgasbussen arriveerden. |            |
| 5251-5257 | MAN Lion's City G CNG         | 7      | 2006     | ex-Veolia Transport 6609-6615                                                       | HOV-blauw               | Veluwelijn / Valleilijn                                   | Uit dienst. |            |
| 5301-5302 | Berkhof Ambassador 120        | 2      | 2005     | ex Syntus 1482-1483                                                                 | Geel & Wit              | Stadsdienst Harderwijk                                    | Naar Veolia Transport voor diensten op de stadsdienst in Delft onder de nummers 5392-5393. |            |
| 5303-5305 | Berkhof Ambassador 120        | 5      | 2005     | ex-Syntus 1484-1486                                                                 | Streekdienstblauw       | Stadsdienst Harderwijk                                    | Eerste twee zouden oorspronkelijk overgaan naar de Concessie Zutphen, Hengelo, Oldenzaal als 2387 en 2388, maar na de afvoering van de ex-Syntus 1482-1483, die overigens al waren omgenummerd naar 5301-5302, naar Veolia Transport Delft, zijn deze overgebracht naar de Veluwe om daar dienst te doen onder de nieuwe nummers. |            |
| 5306-5308 | Optare Solo                   | 3      | 2010     |                                                                                     | Streekdienstblauw       | Streekdienst / stadsdienst Harderwijk / stadsdienst Ede   | Naar de concessie Zutphen, Hengelo, Oldenzaal. Deze zijn geruild tegen 3 ex-Veolia bussen (Syntus 2146-2148 ex-veolia 5001-5003). Zijn na afloop van de concessie mee overgegaan naar de concessie Regio Twente en rijden momenteel rond in de Twentse huisstijl bij Syntus Twente. De bussen zijn omgenummerd naar 3306-3308.    |            |
| 5309-5311 | Optare Solo                   | 6      | 2010     |                                                                                     | Streekdienstblauw       | Streekdienst / stadsdienst Harderwijk / stadsdienst Ede   | Naar de concessie Twente. Rijden momenteel rond in de Twentse huisstijl bij Syntus Twente en zijn omgenummerd tot 3309-3311. |            |
| 5313-5325 | Optare Solo                   | 16     | 2010     |                                                                                     | Streekdienstblauw       | Streekdienst / stadsdiensten Harderwijk, Ede en Apeldoorn | 5313 heeft enige tijd in Utrecht gereden. |            |
| 5351-5355 | Optare Solo                   | 5      | 2010     |                                                                                     | Stadsdienstgroen        | Stadsdienst Apeldoorn / streekdienst                      | |            |
| 5401      | Volvo 7000 (fluisterbus)      | 1      | 2000     | Voorheen Veolia Transport 3788, daarvoor BBA 3788, daarvoor Stadsbus Maastricht 841 | Stadsdienstgroen        | Stadsdienst Apeldoorn                                     | |            |
| 5402      | Volvo 7700 (fluisterbus)      | 1      | 2004     | Voorheen Veolia Transport 3810, daarvoor BBA 3810                                   | Stadsdienstgroen        | Stadsdienst Apeldoorn                                     | |            |
| 7800      | Berkhof Duvedec               | 1      | 1999     | Voorheen Veolia Transport 7800, daarvoor Connexxion 7800                            | HOV-blauw               | Valleilijn                                                | Tijdelijk gehuurd voor op de Valleilijn. |            |
| 9102-9107 | MAN Lion's City CNG           | 6      | 2009     | Ex Veolia 6637, 6719, 6646, 6750, 6713, 6636                                        | Wit/rood                |                                                           | Tijdelijke bussen doordat verschillende bussen tijdelijk naar Utrecht zijn gegaan. Op 27 april 2017 zijn deze bussen overgegaan naar Utrecht. |            |
| 9993      | Mercedes-Benz Citaro LE       | 1      | 2007     | Ex-Utrecht 1137, daarvoor Qbuzz 3115.                                               | Wit                     |                                                           | Tijdelijke bus wegens inbouw pinapparatuur in reguliere bussen. |            |

Naast het reguliere materieel reden er aanvankelijk een aantal huurbussen. Dit kwam doordat een vijftiental bussen nog niet waren geleverd aan het begin van de concessie. Zo reden er bijvoorbeeld een aantal Mercedes-Benz Citaro-bussen van BBA/Qbuzz, een aantal Volvo 7000-bussen afkomstig uit de Achterhoek en materieel van lokale taxivervoersbedrijven.